# Granyanella
Granyanella là một đô thị trong tỉnh Lleida, cộng đồng tự trị Cataluña Tây Ban Nha. Đô thị Granyanella có diện tích là 24,4 ki-lô-mét vuông, dân số năm 2009 là 156 người với mật độ 6,39 người/km². Đô thị Granyanella có cự ly km so với tỉnh lỵ Lleida.